# Шарлвил Мезјер
Шарлвил Мезјер (фр. Charleville-Mézières) је насељено место у Француској у региону Шампањ-Арден, у департману Ардени.
По подацима из 2006. године број становника у месту је био 51.997.

## Географија

### Клима
| Клима (Шарлвил Мезјер)     | Клима (Шарлвил Мезјер) | Клима (Шарлвил Мезјер) | Клима (Шарлвил Мезјер) | Клима (Шарлвил Мезјер) | Клима (Шарлвил Мезјер) | Клима (Шарлвил Мезјер) | Клима (Шарлвил Мезјер) | Клима (Шарлвил Мезјер) | Клима (Шарлвил Мезјер) | Клима (Шарлвил Мезјер) | Клима (Шарлвил Мезјер) | Клима (Шарлвил Мезјер) | Клима (Шарлвил Мезјер) |
| Показатељ \ Месец          | .Јан.                  | .Феб.                  | .Мар.                  | .Апр.                  | .Мај.                  | .Јун.                  | .Јул.                  | .Авг.                  | .Сеп.                  | .Окт.                  | .Нов.                  | .Дец.                  | .Год.                  |
| -------------------------- | ---------------------- | ---------------------- | ---------------------- | ---------------------- | ---------------------- | ---------------------- | ---------------------- | ---------------------- | ---------------------- | ---------------------- | ---------------------- | ---------------------- | ---------------------- |
| Средњи максимум, °C (°F)   | 5,1 (41,2)             | 6,6 (43,9)             | 10,8 (51,4)            | 14,6 (58,3)            | 18,8 (65,8)            | 21,6 (70,9)            | 24,1 (75,4)            | 23,7 (74,7)            | 19,6 (67,3)            | 14,9 (58,8)            | 9,1 (48,4)             | 5,7 (42,3)             | 14,6 (58,3)            |
| Средњи минимум, °C (°F)    | −0,5 (31,1)            | −0,7 (30,7)            | 1,6 (34,9)             | 3,3 (37,9)             | 7,3 (45,1)             | 10,2 (50,4)            | 12,1 (53,8)            | 11,7 (53,1)            | 8,9 (48)               | 6,2 (43,2)             | 2,7 (36,9)             | 0,5 (32,9)             | 5,3 (41,5)             |
| Количина падавина, mm (in) | 102,3 (40,28)          | 77 (30,3)              | 82,5 (32,48)           | 62,7 (24,69)           | 69,4 (27,32)           | 70,4 (27,72)           | 74,6 (29,37)           | 70,8 (27,87)           | 67,2 (26,46)           | 88,3 (34,76)           | 86,9 (34,21)           | 106,3 (41,85)          | 958,4 (377,32)         |
| [ тражи се извор ]         |                        |                        |                        |                        |                        |                        |                        |                        |                        |                        |                        |                        |                        |

## Демографија
| 1962.  | 1968.  | 1975.  | 1982.  | 1990.  | 1999.  | 2006.  | 2011.  |
| ------ | ------ | ------ | ------ | ------ | ------ | ------ | ------ |
| 24.668 | 55.343 | 60.176 | 58.667 | 57.008 | 55.490 | 51.997 | 49.433 |

## Партнерски градови
- Дилмен
- Ојскирхен
- Мантова
- Невер
- Нордхаузен
- Иида